# Bertiera bistipulata
Bertiera bistipulata är en måreväxtart som beskrevs av Wenceslas Bojer och Herbert Fuller Wernham. Bertiera bistipulata ingår i släktet Bertiera och familjen måreväxter.
Artens utbredningsområde är Mauritius. Inga underarter finns listade i Catalogue of Life.